# USS Fowler (DE-222)
USS Fowler (DE-222) là một tàu hộ tống khu trục lớp Buckley được Hải quân Hoa Kỳ chế tạo trong Chiến tranh Thế giới thứ hai. Tên nó được đặt theo Trung úy Hải quân Robert Ludlow Fowler (1919-1942), người từng phục vụ trên tàu khu trục Duncan (DD-485), đã tử trận trong trận chiến mũi Esperance đêm 11-12 tháng 10, 1942 và được truy tặng Huân chương Chữ thập Hải quân. Nó đã phục vụ cho đến khi chiến tranh kết thúc, xuất biên chế năm 1946 và bị tháo dỡ năm 1966. Fowler được tặng thưởng một Ngôi sao Chiến trận do thành tích phục vụ trong Thế Chiến II.

## Thiết kế và chế tạo
Những chiếc thuộc lớp tàu hộ tống khu trục Buckley có chiều dài chung 306 ft (93 m), mạn tàu rộng 37 ft 1 in (11,30 m) và độ sâu mớn nước khi đầy tải là 11 ft 3 in (3,43 m). Chúng có trọng lượng choán nước tiêu chuẩn 1.400 tấn Anh (1.400 t); và lên đến 1.740 tấn Anh (1.770 t) khi đầy tải. Hệ thống động lực bao gồm hai turbine hơi nước General Electric công suất 13.500 mã lực (10.100 kW), dẫn động hai máy phát điện công suất 9.200 kilôwatt (12.300 hp) để vận hành hai trục chân vịt;  công suất 12.000 hp (8.900 kW) cho phép đạt được tốc độ tối đa 23 kn (26 mph; 43 km/h), và có dự trữ hành trình 6.000 nmi (6.900 mi; 11.000 km) khi di chuyển ở vận tốc đường trường 12 kn (14 mph; 22 km/h).
Vũ khí trang bị bao gồm ba pháo 3 in (76 mm)/50 cal trên tháp pháo nòng đơn có thể đối hạm hoặc phòng không, một khẩu đội 1,1 inch/75 caliber bốn nòng và tám pháo phòng không Oerlikon 20 mm. Vũ khí chống ngầm bao gồm một dàn súng cối chống tàu ngầm Hedgehog Mk. 10 (có 24 nòng và mang theo 144 quả đạn); hai đường ray Mk. 9 và tám máy phóng K3 Mk. 6 để thả mìn sâu. Khác biệt đáng kể so với lớp Evarts dẫn trước là chúng có thêm ba ống phóng ngư lôi Mark 15 21 inch (533 mm). Thủy thủ đoàn đầy đủ bao gồm 186 sĩ quan và thủy thủ.
Fowler được đặt lườn tại Xưởng hải quân Philadelphia ở Philadelphia, Pennsylvania vào ngày 5 tháng 4, 1943. Nó được hạ thủy vào ngày 3 tháng 7, 1943; được đỡ đầu bởi bà Robert L. Fowler, III, vợ góa Trung úy Fowler, và nhập biên chế vào ngày 15 tháng 3, 1944 dưới quyền chỉ huy của Hạm trưởng, Thiếu tá Hải quân George Stephen James Forde.

## Lịch sử hoạt động
Sau khi hoàn tất chuyến đi chạy thử máy huấn luyện tại khu vực Bermuda, từ ngày 22 tháng 5, 1944 đến ngày 15 tháng 5, 1945, Fowler đã thực hiện sáu chuyến hộ tống vận tải khứ hồi vượt Đại Tây Dương, xuất phát từ các cảng New York, Norfolk, Virginia và Boston đến các cảng Bắc Phi, vận chuyển lực lượng và tiếp liệu sang các chiến trường Ý và miền Nam nước Pháp.
Chuyến đi thứ năm kéo dài từ ngày 1 tháng 2 đến ngày 16 tháng 3, 1945 được đánh dấu bởi sự xuất hiện của tàu ngầm U-boat đối phương cả trong chặng đi lẫn lượt quay trở về. Vào ngày 17 tháng 2, tại địa điểm về phía Tây Gibraltar, hai tàu buôn của đoàn tàu đã bị trúng ngư lôi nhưng cả hai đều được kéo đến Gibraltar an toàn, trong đó một chiếc được Fowler túc trực trợ giúp cho đến khi bàn giao lại cho một tàu kéo. Khởi hành từ Oran Algeria vào ngày 28 tháng 2 cho chuyến quay trở về, hai ngày sau đó nó dò được tín hiệu sonar của một mục tiêu ngầm dưới nước và đã tấn công, phát hiện những mảnh vỡ nổi lên mặt nước. Đợt tấn công tiếp theo, phối hợp cùng một tàu hộ tống Pháp, trong một thời gian dài được tin là đã đánh chìm được tàu ngầm U-boat Đức U-869. Tuy nhiên sau khi một xác tàu U-boat đắm ngoài khơi New Jersey được xác định là chiếc U-869 vào năm 1997, danh tính thực sự của đối thủ và kết quả cuộc cuộc tấn công này tiếp tục là một điều bí ẩn.
Sang tháng 6, Fowler bắt đầu hoạt động như một mục tiêu giả lập phục vụ cho việc huấn luyện tàu ngầm tại New London, Connecticut, rồi đã đi đến Miami, Florida vào tháng 9 để phục vụ như tàu huấn luyện cho Trung tâm Huấn luyện Hải quân. Đến tháng 11, nó phục vụ canh phòng máy bay cho tàu sân bay hộ tống Charger (CVE-30) trong vịnh Chesapeake trước khi đi đến Green Cove Springs, Florida vào ngày 10 tháng 1, 1946. 
Fowler được cho xuất biên chế tại đây vào ngày 28 tháng 6, 1946. Tên nó được cho rút khỏi danh sách Đăng bạ Hải quân vào ngày 1 tháng 7, 1965, và nó bị bán để tháo dỡ vào ngày 29 tháng 12, 1966.

## Phần thưởng
Fowler được tặng thưởng một Ngôi sao Chiến trận do thành tích phục vụ trong Thế Chiến II.
|  | Bronze star |

| Huân chương Chiến dịch Hoa Kỳ | Huân chương Chiến dịch Châu Âu-Châu Phi-Trung Đông với 1 Ngôi sao Chiến trận | Huân chương Chiến thắng Thế Chiến II |